# Klien-Lindner-Hohlachse

Zeichnung einer Hohlachse

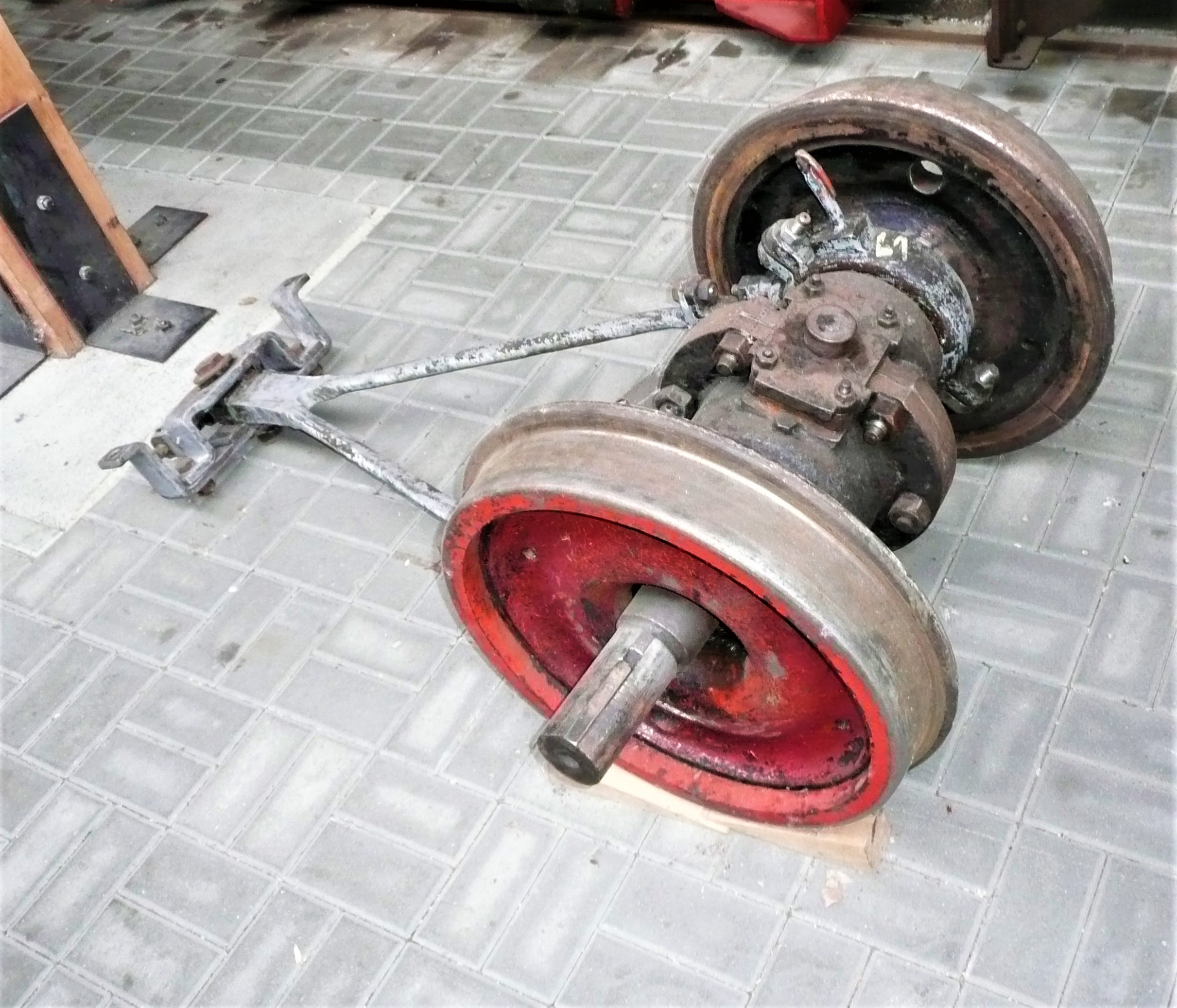
Klien-Lindner-Hohlachse einer Brigadelok der Waldeisenbahn Muskau im Lokschuppen von Weißwasser

Bei der Klien-Lindner-Hohlachse handelt sich um eine spezielle Treibachse bei Dampflokomotiven, welche wegen ihrer radialen Einstellbarkeit einen verbesserten Bogenlauf der Fahrzeuge ermöglicht. Sie wurde von den Ingenieuren Ewald Richard Klien und Heinrich Robert Lindner der Königlich Sächsischen Staatseisenbahnen entwickelt.

## Konstruktive Merkmale
Eine die Räder tragende Hohlwelle ist mittig über ein kardanisches Kugelgelenk mit der hindurchgehenden massiven Antriebswelle verbunden. Beide Wellen werden in diesem Zusammenhang ungenauerweise oft auch als Achsen bezeichnet. Das kardanische Gelenk besteht aus einer Hohlkugel in der an dieser Stelle geteilten Hohlachse, einer darin gleitenden kugelförmigen Verdickung der Vollachse und einem in diesem Kugelelement sitzenden Mitnehmerzapfen, der in der Hohlachse in zwei axial verlaufenden Kulissen geführt wird. Das Antriebsmoment wird so von der im Außenrahmen gelagerten Achse auf die Hohlachse des Radsatzes übertragen, wobei eine Winkeleinstellung der Hohlachse möglich bleibt. Bei Auslenkung aus der Mittellage entsteht bei Drehung der beiden Achsen eine taumelnde Relativbewegung. Die Hohlachse ist zusätzlich durch die verschiebliche Lagerung des die Hohlkugel des Kardangelenks bildenden Zwischenelements axial verschiebbar. Um die Winkeleinstellbarkeit auf die Ebene der Gleise zu beschränken, also Wankbewegungen der Lokomotive zu verhindern, ist die Hohlachse in der Regel zusätzlich an ihren Enden in horizontal verlaufenden Kulissen in einem Deichselgestell gelagert.

## Verwendung

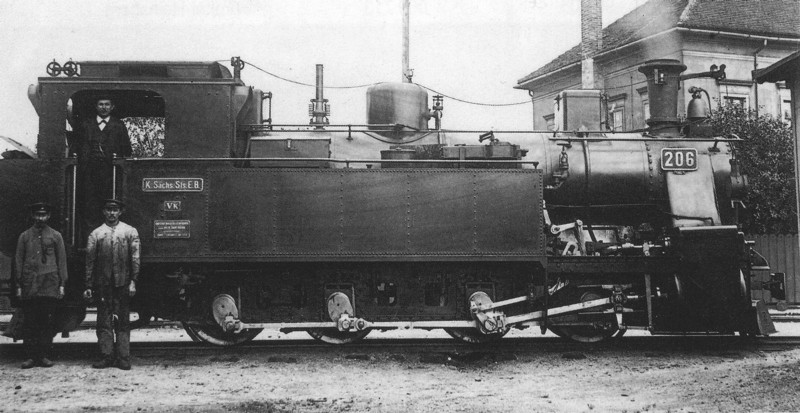
Sächsische V K

MÁVAG-Typ 70

Trotz der vergleichsweise einfachen Konstruktion bewährte sich die Klien-Lindner-Hohlachse im Betriebseinsatz nur bedingt. Die Klien-Lindner-Hohlachsen verursachten insbesondere einen unruhigen Lauf der Lokomotiven, der gelegentlich zu Entgleisungen führte. Dazu kam ein höherer Wartungsaufwand, der oft in keinem Verhältnis zum Nutzen des geringeren Spurkranz- und Gleisverschleißes stand. Zum Einsatz kam die Klien-Lindner-Hohlachse deshalb vor allem in Einsatzbereichen, wo nur eine geringe Fahrgeschwindigkeit gefordert war und somit der Nachteil des unruhigen Laufes keine Rolle mehr spielte. Die weiteste Verbreitung fand sie bei Lokomotiven für Schmalspurbahnen, und da insbesondere bei Wald- und Feldbahnen.
Lokomotiven mit Klien-Lindner-Hohlachsen (in Auswahl):
- Sächsische I K (teilweise)
- Sächsische V K
- Sächsische XV HTV
- Sächsische IX V
- Preußische T 37
- BBÖ Kh
- GLÜCKAUF und TRUSETAL der Trusebahn
- Heeresfeldbahnlokomotive HF 210 E
- HFB Brigadelokomotive
- HRB IVc
- MÁVAG-Typ 50
- MÁVAG-Typ 70 (k.u.k. Heeresbahn IVe)
- MÁVAG-Typ 85

## Weiterentwicklungen

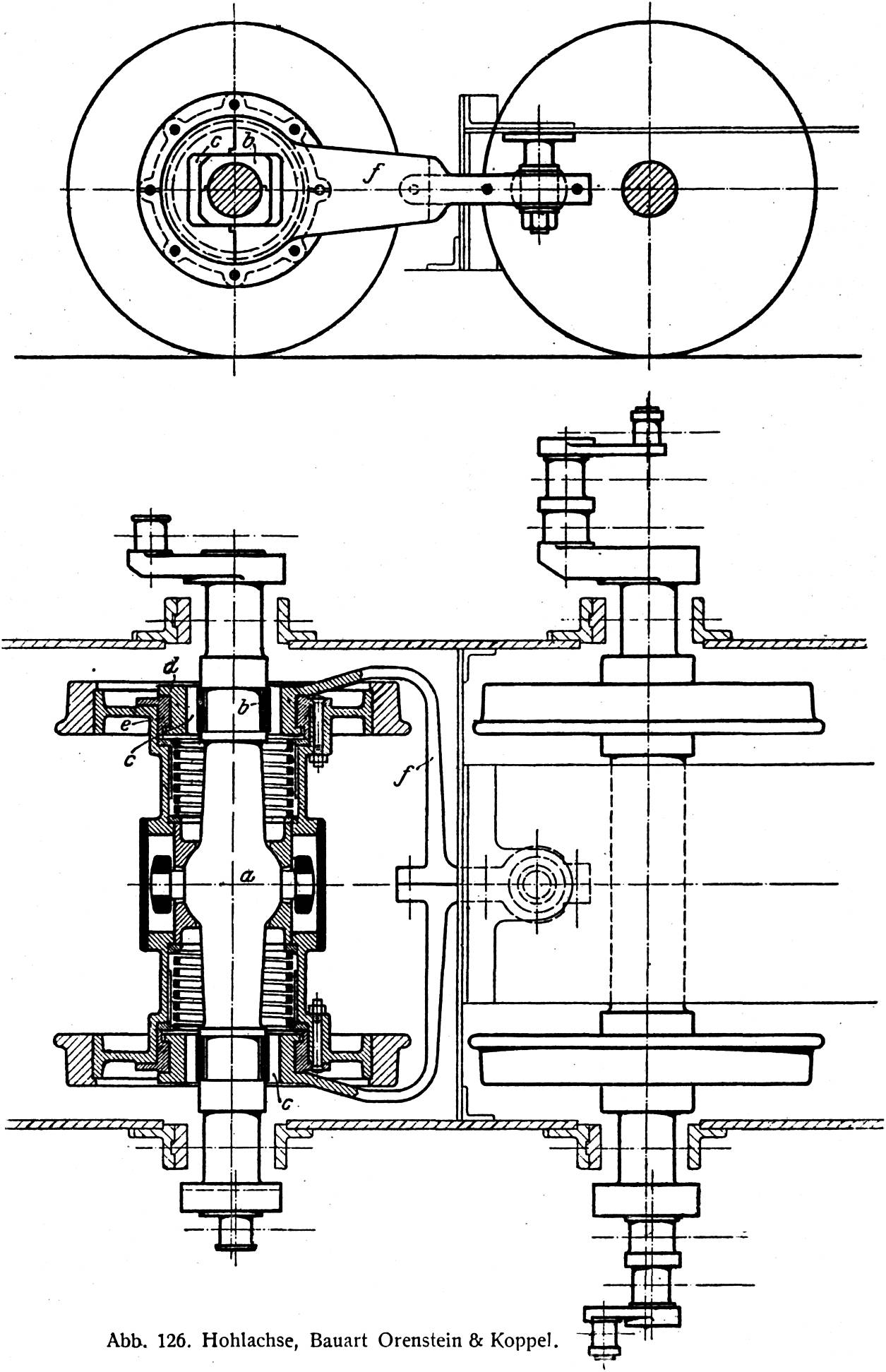
Bauart Orenstein & Koppel

Die Lokomotivfabrik Orenstein & Koppel in Berlin hat die Konstruktion später noch wesentlich verbessert. Über ein zusätzliches Deichselgestell stützte sich nun die Hohlachse auf die Kernachse ab. Die prinzipbedingten Wankbewegungen wurden damit unterbunden.